# Monika Plessner
Monika Plessner, geb. Atzert, gesch. Tintelnot (* 18. Mai 1913 in Osnabrück; † 19. Juli 2008 in Göttingen) war eine deutsche Kunsthistorikerin und Übersetzerin.

## Leben
Monika Hedwig Flora Theresia Atzert war eine Tochter des Cicero-Forschers und Oberstudiendirektors Carl Atzert und eine Enkelin des Historikers Adolf Gottlob. Laut ihrer Autobiographie löste sie sich gegen Ende der Schulzeit von diesem bildungsbürgerlichen Hintergrund und geriet zunächst unter sozialistischen Einfluss. Außerdem gehörte sie dem George-Kreis um Renata von Scheliha an. 
Monika Atzert studierte ab 1932 Kunstgeschichte, Archäologie und deutsche Literaturgeschichte an den Universitäten Breslau, Paris, München und Leipzig. Ihr wichtigster Professor war der Breslauer Kunsthistoriker Dagobert Frey. Sie legte – wegen des Krieges erst 1948 – eine Dissertation zum Thema Der deutsche Stil der Landschaften Altdorfers, Dürers und Grünewalds an der Universität Göttingen vor.
1936 heiratete sie den Kunsthistoriker Hans Tintelnot, mit dem sie zwei Töchter bekam, die in der Kriegszeit auf dem Thüringer Gut von Hans Urban von Hirschfeld untergebracht wurden. Das Ehepaar Tintelnot lebte zunächst in Breslau, wo Monika Tintelnot als wissenschaftliche Assistentin bei Günther Grundmann im Amt des Provinzialkonservators für Niederschlesien arbeitete.
Im Januar 1945 floh Tintelnot mit seiner Familie aus Breslau und ließ sich in seinem Elternhaus in Lemgo nieder. Als er 1946 Lemgo verließ, um eine Stelle an der Universität in Göttingen anzutreten, blieb Monika Tintelnot, mittlerweile SPD-Mitglied, in Lemgo. Das Paar trennte sich in den ersten Nachkriegsjahren. Monika Tintelnot baute in Lemgo die Volkshochschule auf, zu deren erster hauptamtlicher Leiterin sie bestellt wurde. Ihren zweiten Ehemann Helmuth Plessner lernte sie im Oktober 1951 kennen. Sie bat ihn damals um ein Gutachten für ihr Konzept zum Aufbau der Volkshochschulen. Schon 1952 heirateten Monika Tintelnot und Helmuth Plessner, woraufhin Monika Plessner die Leitung des Lippischen Volksbildungswerks abgab. Das Ehepaar lebte ab 1963 abwechselnd in Göttingen und in Erlenbach.
Monika Plessner arbeitete zeitweise – als Nachfolgerin Gretel Adornos – als wissenschaftliche Assistentin am Institut für Sozialforschung (IfS) an der Johann Wolfgang Goethe-Universität in Frankfurt am Main. Sie war Dozentin für amerikanische Literatur an der Universität Zürich und an der University of California.

## Werke
- Monika Tintelnot: Das Lippische Volksbildungswerk. Eine kulturpolitische Planung auf der Grundlage des ehemaligen Landes Lippe. Konzept zur Gründung eines lippischen Volksbildungswerkes. Manuskript, Lemgo 1950.
- Monika Plessner: Onkel Tom verbrennt seine Hütte. Die literarische Revolution der schwarzen Amerikaner. Frankfurt a. M., Insel, 1973.
- Monika Plessner: Die Argonauten auf Long Island. Begegnungen mit Hannah Arendt, Theodor W. Adorno, Gershom Scholem u. a. Berlin 1995.
- Monika Plessner: Erinnerungen, unveröffentlichtes Manuskript (→ Deutsches Literaturarchiv Marbach)